# Pilosocereus glaucochrous
Pilosocereus glaucochrous es una especie de planta fanerógama de la familia Cactaceae.

## Distribución y hábitat
Es endémica de Minas Gerais en Brasil.  Es una especie común que se ha extendido por todo el mundo. Su natural hábitat es el bosque seco subtropical o tropical. Está amenazado por la pérdida de hábitat. Esta especie está presente en el Parque nacional Chapada Diamantina.

## Descripción
Pilosocereus glaucochrous crece en forma de árbol, con una pequeña ramificación en un tronco claramente capacitado que alcanza un tamaño de 3 a 5 metros de altura. El tallo de color azul-verdoso a gris-verdoso, glauco que parece plateado y tiene un diámetro 3-7 centímetros. Tiene 5 a 10 costillas con surcos transversales presentes. Las areolas con fieeltro negruzco y ocupada con pelo blanco, redondeado en las cúspides. Las espinas doradas amarillas a gris son translúcidas cuando son jóvenes. Las 2-5 espinas centrales son de 2 a 4 centímetros de largo. Las 7 a 14 espinas radiales, por lo general, se propagan y se encuentran en la superficie de los brotes y son de 8 a 15 milímetros de largo. Las flores son tubulares, de color blanco abiertas y por fuera de color rosa a rojizo. Miden 4-5,2 cm de largo y tienen diámetros de hasta 2,5 centímetros. Los frutos son esféricos deprimidos que se desgarran en el lado y contienen una carne más o menos purpúrea.

## Taxonomía
Pilosocereus glaucochrous fue descrita por (Werderm.) Byles & G.D.Rowley y publicado en Cactus and Succulent Journal of Great Britain 19(3): 67. 1957.
Etimología
Pilosocereus: nombre genérico que deriva de la palabra  griega:
pilosus que significa "peludo" y Cereus un género de las cactáceas, en referencia a que es un Cereus peludo.
glaucochrous: epíteto latíno que significa "de color azulado"
Sinonimia
- Cephalocereus glaucochrous,
- Pseudopilocereus glaucochrous,
- Pilocereus glaucochrous basónimo[3]